# Porto Ceresio
Porto Ceresio es una localidad y comune italiana de la provincia de Varese, región de Lombardía, con 3.049 habitantes.

## Evolución demográfica
| Gráfica de evolución demográfica de Porto Ceresio entre 1861 y 2001 |
|                                                                     |
| Fuente ISTAT - elaboración gráfica de Wikipedia                     |